# Behörde für europäische politische Parteien und europäische politische Stiftungen
Die Behörde für europäische politische Parteien und europäische politische Stiftungen ist eine Behörde der Europäischen Union. Sie ist seit 2017 zuständig für die Registrierung der europäischen politischen Parteien und der europäischen politischen Stiftungen. Sie überprüft die Erfüllung der Verpflichtungen der Parteien und Stiftungen, insbesondere auch der Verwendung von Finanzmitteln, und veröffentlicht Spenden über 12.000 Euro an die Parteien und Stiftungen.
Die Einrichtung der Behörde wurde am 24. Oktober 2014 beschlossen. Sie nahm am 1. September 2016 die Arbeit auf. Direktor war von 2016 bis 2021 Michael Adam, seit dem 1. September 2021 führt Pascal Schonard die Behörde.
Als erste Partei wurde am 5. Mai 2017 die Allianz der Liberalen und Demokraten für Europa ins Register aufgenommen. Stand 30. September 2024 sind zwölf Parteien und zehn politische Stiftungen im Register.
Die Behörde hat ihren Sitz im Gebäude des Europäischen Parlaments in der Stadt Brüssel.